# مجمع بينجيرانج المتكامل للبترول
مجمع بينجيرانج المتكامل للبترول (اختصارًا PIPC) هو مشروع تطوير ضخم في بينجيرانج، منطقة كوتا تينجي، جوهور، ماليزيا. يمتد على مساحة 80كم، وهو حاليًا أكبر مجمع للبتروكيماويات في ماليزيا، وأحد أهم مراكز البتروكيماويات في العالم، وسيضم المشروع مصافي النفط، ووحدات تكسير النافثا، ومصانع البتروكيماويات، ومحطات الغاز الطبيعي المسال، ومصنع إعادة التغويز عند اكتماله.

## الخلفية
تم اختيار الموقع الذي يقف فيه الآن، بسبب موقعه على طول طرق الشحن الرئيسية بين الشرق الأوسط والصين، وتم إطلاق المشروع بهدف زيادة إنتاج البتروكيماويات في ماليزيا.

## الإدارة
تم إنشاء شركة تطوير البترول في جوهر، للإشراف على تطوير المشروع، وتأسست شركة JPDC كشركة تابعة لشركة موارد البترول الماليزية (MPRC).

## العمارة
تم البدء في مكونات المجمع لأول مرة مع تطوير سعة 5 ملايين متر مكعب من محطة المياه العميقة Pengerang (PDT)، وهي مشروع مشترك بين Dialog Group وRoyal Vopak الهولندية وجوهور، وتعتبر بمثابة منشأة تخزين مركزية للتجارة والتكرير وصناعة البتروكيماويات، ويشتمل المرفق الذي تبلغ قيمته 3 مليارات دولار أمريكي على محطة مستقلة للتداول، ومحطة صناعية مخصصة داخل مدينة ميناء بورتسودان، ومحطة للغاز الطبيعي المسال. يتيح إنشاء مرفق رصيف المياه العميقة رسو ناقلات النفط الخام الضخمة للغاية وناقلات النفط الخام الضخمة للغاية. حصلت شركة PDT على شحنتها الأولى من النفط في الربع الأول من عام 2014.
المكون الآخر للمشروع هو مجمع بتروناس بينجيرانج المتكامل، وهو أكبر استثمار لشركة بتروناس في موقع واحد حتى الآن، ويتضمن التطوير مشروع التطوير المتكامل للمصفاة والبتروكيماويات (رابيد) بقيمة 16 مليار دولار أمريكي. ويتضمن ذلك أيضًا المرافق المرتبطة التي تبلغ قيمتها 11 مليار دولار أمريكي، وهي وحدة فصل الهواء، وإمدادات المياه الخام، ومحطة التوليد المشترك، ومحطة إعادة التغويز، ومحطة المياه العميقة، والمرافق.
عند اكتماله في عام 2019، ستبلغ طاقة التكرير في مجمع بينانغ الصناعي 300 ألف برميل يوميًا، مع مصانع بتروكيماوية تنتج طاقة إنتاج سنوية تقدر بنحو 3.6 مليون طن من المنتجات البتروكيماوية. يوفر ميناؤها المحمي بعمق طبيعي للمياه يبلغ 24 مترًا ظروف الرسو لناقلات النفط الخام الضخمة للغاية و ناقلات النفط الخام الضخمة جدًا.

## المواصلات
يمكن الوصول إلى المجمع عن طريق البر باستخدام طريق سيناي-ديسارو السريع من جوهور باهرو.